# Distichophyllum succulentum
Distichophyllum succulentum är en bladmossart som beskrevs av Brotherus 1907. Distichophyllum succulentum ingår i släktet Distichophyllum och familjen Hookeriaceae. Inga underarter finns listade i Catalogue of Life.